# Van oude mensen, de dingen die voorbij gaan
Van oude mensen, de dingen die voorbij gaan is een Nederlands toneelstuk dat werd geschreven en geregisseerd door Ger Thijs, naar de roman Van oude menschen, de dingen, die voorbij gaan... van Louis Couperus. Tussen februari en mei 2008 werd het 80 keer opgevoerd door heel Nederland. Het werd uitgebracht door Hummelinck Stuurman Theaterbureau. Van oude mensen, de dingen die voorbij gaan werd gematigd door de pers ontvangen.

## V erhaal
De plot volgt in grote lijnen die van het boek van Couperus, met als grote verschillen dat er een aantal personages zijn verdwenen en zijn samengevoegd door bewerker Ger Thijs (oom Anton en oom Daan bijvoorbeeld) en dat alle handelingen zich in één nacht afspelen. Ook is de oude Ottilie niet te zien, zij ligt bovenaan de grote trap, midden van het toneel, in haar sterfbed. Alle handelingen en ontwikkelingen binnen de intrige vinden plaats in de centrale hal van het huis, onderaan die trap.

## Rolbezetting
| Acteur                                  | Rol              |
| --------------------------------------- | ---------------- |
| Wim van den Heuvel & Bram van der Vlugt | Meneer Takma     |
| Els Ingeborg Smits                      | Ottilie Dercksz  |
| Marjon Brandsma                         | Thérèse Dercksz  |
| Oda Spelbos                             | Elly Takma       |
| Hein van der Heijden                    | Lot Pauws        |
| Cas Enklaar                             | Harold Dercksz   |
| Dic van Duin                            | Steyn van Weerde |
| Joost Prinsen                           | Daan Dercksz     |
| Maud Dolsma                             | Anna             |

## Tekstboekje en hoorspel
Van de voorstelling is een tekstboek verschenen inclusief de gehele voorstelling als hoorspel op 2 cd's, geproduceerd door de Hoorspelfabriek, geregisseerd door Marlies Cordia en Vibeke von Saher.